# ドミニク・キーティング
ドミニク・キーティング（Dominic Keating、1962年7月1日 - ）は、イギリスの俳優。

## 出演作品
- ブレイクアウト・キング シーズン2
- ドラゴン・アンド・スウォード　～選ばれし戦士～
- シャーロック・ホームズVSモンスター
- CSI:ニューヨーク6 （ルーファス・ノックス）
- プリズン・ブレイク シーズンIII
- スピーシーズ４　新種覚醒（フォーブス）
- HEROES／ヒーローズ シーズン2（ウィル）
- オーディション
- ラスベガス シーズン3（アンソニー・デンビー）
- スタートレック:エンタープライズ（マルコム・リード）
- 黒武者（マロス）
- ジャングル 2 ジャングル（イアン）